# الأمانة العامة للحكومة (الجزائر)
الأمانة العامة للحكومة الجزائرية هي وزارة جزائرية تأسست بعد استقلال الجزائر في 23 سبتمبر 1963. يتواجد على رأسها أمين عام للحكومة الذي له رتبة وزير مما يخوله لممارسة صلاحيات الوزراء ويتزعم المنصب حالياً يحيى بوخاري.
الأمانة العامة للحكومة، جهاز دائم في رئاسة الجمهورية يكلّف أساسا بتنسيق النشاط القانوني الحكومي.

## قائمة الوزراء
الأمناء العامين للحكومة من سنة 1962 إلى يومنا هذا
- محمد بجاوي	من 23/11/1962 إلى 02/12/1964
- عبد القادر الحاج علي من 09/02/1966 إلى 23/04/1977
- إسماعيل حمداني من 23/04/1977 إلى 15/07/1980
- محمد طيبي	من 15/07/1980 إلى 22/01/1984
- مولود حمروش	من 22/01/1984 إلى 18/02/1986
- محمد الصالح محمدي من 18/02/1986 إلى 16/09/1989
- أحمد مجحودة من 16/09/1989 إلى 18/06/1991
- محمد كمال العلمي من 18/06/1991 إلى 04/09/1993
- سعيد بوالشعير من 04/09/1993 إلى 20/03/1995
- محفوظ لعشب	من 20/03/1995 إلى 24/12/1999
- أحمد نوي من 24/12/1999 إلى 02/01/2020
- يحيى بوخاري من 02/01/2020 إلى يومنا هذا